# Rony Herman
Rony Herman (* 1990 in Kfar Saba, Israel) ist ein österreichischer Schauspieler.

## Leben
Rony Hermans Vater stammt aus Israel, seine Mutter aus Linz in Oberösterreich. Seine Eltern lernten sich während eines Studienaufenthaltes der Mutter in Israel kennen, 1991 übersiedelte die Familie nach Linz. Nach der Matura zog Rony Herman nach Wien und begann zunächst ein Jus-Studium.
Für eine Schauspielausbildung am Lee Strasberg Theatre and Film Institute übersiedelte er nach New York City, wo er am Marilyn Monroe Theatre als Davis in Red Light Winter und als Joe in Balm in Gilead auf der Bühne stand. 2016 stand er für Dreharbeiten zum ORF-Familiendrama Die Professorin – Tatort Ölfeld (Regie: Peter Payer) vor der Kamera, außerdem für die Episode Hexenjagd der ORF-Fernsehserie SOKO Kitzbühel.
In der Fernsehserie Der Pass von Sky Deutschland hatte er eine wiederkehrende Rolle als Sven Rieger, in der ARD-Serie Um Himmels Willen war er 2020 in vier Folgen als ehrenamtlicher Helfer im Gemüsegarten und Hofladen des Klosters Ronny Hübner zu sehen. In dem bei den Internationalen Filmfestspielen von Venedig 2024 uraufgeführten Filmdrama September 5 – The Day Terror Went Live von Tim Fehlbaum über das Münchner Olympia-Attentat 1972 verkörperte er den Gewichtheber David Berger.

## Filmografie (Auswahl)
- 2009: SOKO Donau – Wettlauf mit dem Tod (Fernsehserie)
- 2011: Tatort: Vergeltung (Fernsehreihe)
- 2017: SOKO Kitzbühel – Hexenjagd (Fernsehserie)
- 2017: SOKO Donau – Unter Verdacht (Fernsehserie)
- 2018: Die Professorin – Tatort Ölfeld (Fernsehfilm)
- 2018–2019: Der Pass (Fernsehserie)
- 2019: Song für Mia (Fernsehfilm)
- 2019: München Mord: Die Unterirdischen (Fernsehreihe)
- 2019: Familie Dr. Kleist – Falsche Freunde (Fernsehserie)
- 2020: Um Himmels Willen (Fernsehserie)
- 2021: SOKO Potsdam – Ich weiß, wer du bist (Fernsehserie)
- 2022: Die Tänzerin und der Gangster – Liebe auf Umwegen (Fernsehfilm)
- 2022: In aller Freundschaft – Die jungen Ärzte – Angst (Fernsehserie)
- 2023: Stella – Ein Leben (Kinofilm)
- 2023: Shoshana
- 2024: Notruf Hafenkante – Im Netz der Lügen (Fernsehserie)
- 2024: September 5 – The Day Terror Went Live
- 2024: Informant – Angst über der Stadt (Fernsehserie)
- 2024: Ei koskaan yksin
- 2024: Die Ermittlung
- 2025: The German